# Europarlamentari dei Paesi Bassi della V legislatura
Gli europarlamentari dei Paesi Bassi della V legislatura, eletti in occasione delle elezioni europee del 1999, furono i seguenti.

## Composizione storica
| Europarlamentare           | Lista                                           | Gruppo    |
| -------------------------- | ----------------------------------------------- | --------- |
| Bas Belder                 | SGP - GPV - RPF                                 | EDD       |
| Margrietus Van Den Berg    | Partito del Lavoro                              | PSE       |
| Johannes Blokland          | SGP - GPV - RPF                                 | EDD       |
| Bob Van Den Bos            | Democratici 66                                  | ELDR      |
| Theodorus J.J. Bouwman     | Sinistra Verde                                  | Verdi/ALE |
| Kathalijne Maria Buitenweg | Sinistra Verde                                  | Verdi/ALE |
| Ieke Van Den Burg          | Partito del Lavoro                              | PSE       |
| Dorette Corbey             | Partito del Lavoro                              | PSE       |
| Rijk Van Dam               | SGP - GPV - RPF                                 | EDD       |
| Bert Doorn                 | Appello Cristiano Democratico                   | PPE-DE    |
| Michiel Van Hulten         | Partito del Lavoro                              | PSE       |
| Lousewies Van Der Laan     | Democratici 66                                  | ELDR      |
| Joost Lagendijk            | Sinistra Verde                                  | Verdi/ALE |
| Albert Jan Maat            | Appello Cristiano Democratico                   | PPE-DE    |
| Jules Maaten               | Partito Popolare per la Libertà e la Democrazia | ELDR      |
| Hanja Maij-Weggen          | Appello Cristiano Democratico                   | PPE-DE    |
| Toine Manders              | Partito Popolare per la Libertà e la Democrazia | ELDR      |
| Maria Martens              | Appello Cristiano Democratico                   | PPE-DE    |
| Erik Meijer                | Partito Socialista                              | GUE/NGL   |
| Jan Mulder                 | Partito Popolare per la Libertà e la Democrazia | ELDR      |
| Ria Oomen-Ruijten          | Appello Cristiano Democratico                   | PPE-DE    |
| Arie Oostlander            | Appello Cristiano Democratico                   | PPE-DE    |
| Karla Peijs                | Appello Cristiano Democratico                   | PPE-DE    |
| Elly Plooij-van Gorsel     | Partito Popolare per la Libertà e la Democrazia | ELDR      |
| Bartho Pronk               | Appello Cristiano Democratico                   | PPE-DE    |
| Alexander De Roo           | Sinistra Verde                                  | Verdi/ALE |
| Marieke Sanders-ten Holte  | Partito Popolare per la Libertà e la Democrazia | ELDR      |
| Joke Swiebel               | Partito del Lavoro                              | PSE       |
| W.G. Van Velzen            | Appello Cristiano Democratico                   | PPE-DE    |
| Jan-Kees Wiebenga          | Partito Popolare per la Libertà e la Democrazia | ELDR      |
| Jan Marinus Wiersma        | Partito del Lavoro                              | PSE       |

## Modifiche intervenute

### Appello Cristiano Democratico
- In data 11.06.2003 a Karla Peijs subentra Peter Pex.
- In data 01.10.2003 a Hanja Maij-Weggen subentra Cees Bremmer.

### Partito Popolare per la Libertà e la Democrazia
- In data 06.11.2001 a Jan-Kees Wiebenga subentra Herman Vermeer.

### Democratici 66
- In data 05.02.2003 a Lousewies Van Der Laan subentra Johanna Boogerd-Quaak.